# الأميرة إليزابيث، دوقة برابانت
الأميرة إليزابيث، دوقة برابانت (25 أكتوبر 2001) هي إبنه فيليب ملك بلجيكا وتشغل منصب دوقة برابانت منذ عام 2013.
هي الأولى في ترتيب الحصول على العرش الملكي